# Gmina Hartford (hrabstwo Trumbull)
Gmina Hartford (ang. Hartford Township) – gmina w Stanach Zjednoczonych, w stanie Ohio, w hrabstwie Trumbull. W 2020 roku liczyła 1861 mieszkańców.